# Tyrese Maxey

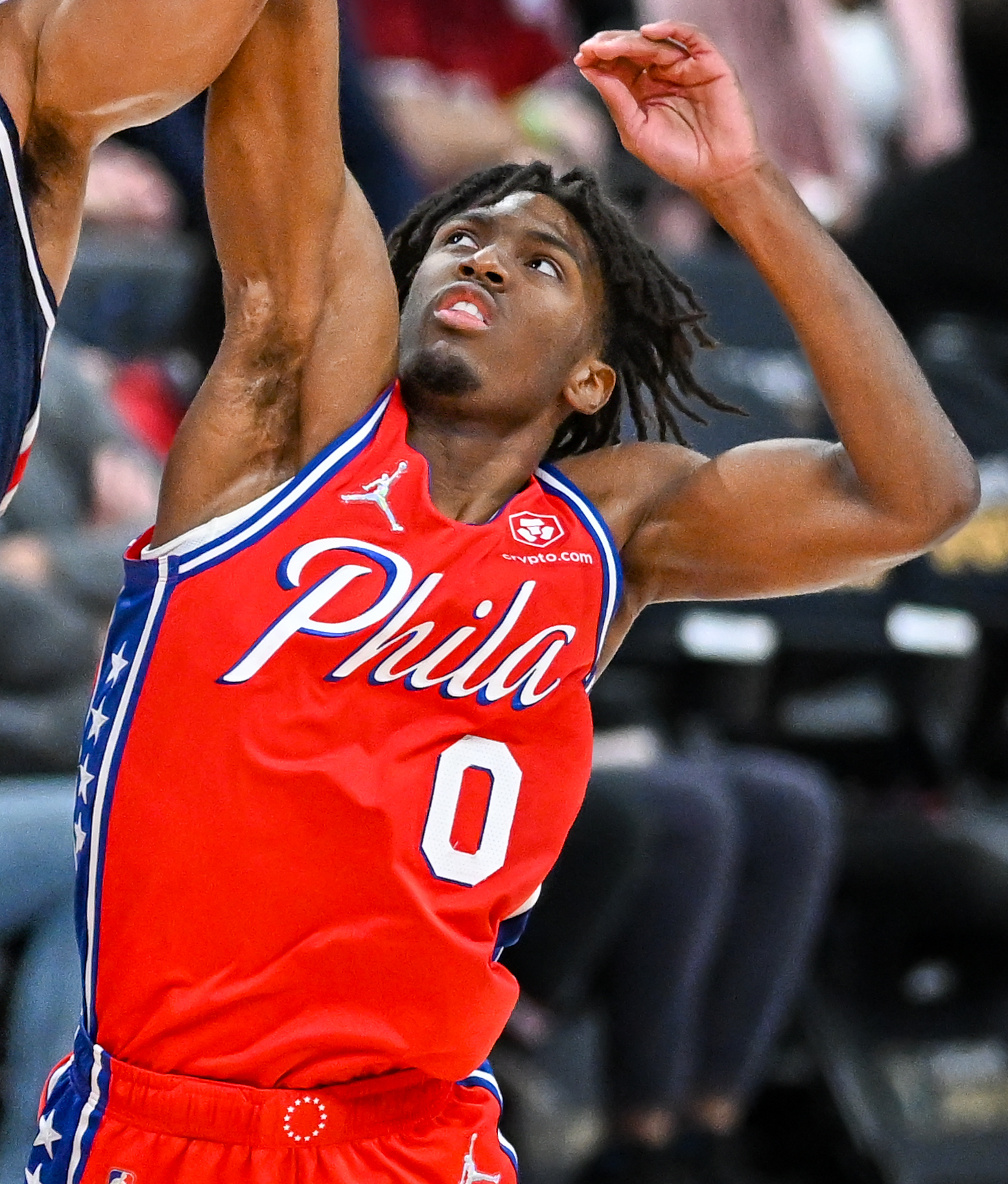
Tyrese Maxey, 2021.

Tyrese Kendrid Maxey, född 4 november 2000 i Dallas i Texas, är en amerikansk professionell basketspelare (SG/PG) som spelar för Philadelphia 76ers i National Basketball Association (NBA).
Han draftades av Philadelphia 76ers i första rundan i 2020 års draft som 21:a spelare totalt.
Innan Maxey blev proffs studerade han på University of Kentucky och spelade för deras idrottsförening Kentucky Wildcats.